# Парамезотритон в'єтнамський
Парамезотритон в'єтнамський (Paramesotriton deloustali) — вид хвостатих амфібій родини саламандрові (Salamandridae).

## Опис
Загальна довжина 16-17 см у самців і 18-20 см у самок. Голова велика з квадратною мордою. Наявні на голові бічні кісткові гребені починаються у рила і закінчуються у привушних залоз, а серединний — до тім'яної кістки. На тулубі також є бічні і серединний гребені, що закінчуються біля основи хвоста. Хвіст коротше тулуба, сплюснутий з боків, має округлий кінець. Хвіст у самців коротший, ніж у самок.
Шкіра зерниста, з великою кількістю бородавкоподібих утворень. Колір спини і бічних поверхонь оливково коричневий з помаранчевими плямами з боків. Хвіст світліший, ніж тулуб Черево оранжево-червоне, помаранчева смуга йде майже до кінця хвоста.

## Поширення
Цей вид спочатку був відомий тільки з гірського хребта Там Дао в північній частині В'єтнаму. В даний час описаний у більш ніж десяти населених пунктах. Зустрічається на висоті приблизно 600–1200 м над рівнем моря.

## Спосіб життя
Мешкає у гірських потічках серед вічнозелених лісів, у тому числі у малих природних і штучних водосховищах. Нереститься у невеликих спокійних басейнах в потоках, де і розвиваються личинки.